# عشق‌آباد (خراسان جنوبی)
عشق‌آباد شهری در بخش مرکزی شهرستان عشق‌آباد در استان خراسان جنوبی است. این شهر، مرکز شهرستان عشق‌آباد است.

## پیشینه
در کمتر از دویست سال پیش فردی به نام خدابخش رمضان در این محل واقع در منطقه‌ای که به جلگه دستگردان معروف بود برای بیرون آوردن آب، چاله‌ای و سپس قناتی حفر کرد و با توجه به بالا بودن آب‌های زیرزمینی در این نقطه، آغاز به کشاورزی کرد و از آن قنات کوچک، روستایی ساخت که مرکز بخش و سپس شهر عشق‌آباد را تشکیل داد. البته در این منطقه روستای میان‌آباد با قدمت زیاد وجود داشت و به خاطر جمعیتی بیشتری که داشت در آغاز برای مرکزیت دستگردان پیشنهاد شده‌بود اما به خاطر مخالفت ریش‌سفیدان و املاک‌داران این روستا با این استدلال که مرکزیت میان‌آباد موجب شلوغی می‌شود، از این کار جلوگیری شد و عشق‌آباد عنوان مرکزیت را به‌دست‌آورد. عشق‌آباد امروزی از ترکیب عشق‌آباد و محله‌های میان‌آباد، زیرک‌آباد، حاجی‌آباد تشکیل شده است.

## جمعیت
بر پایه سرشماری عمومی نفوس و مسکن در سال ۱۳۹۵، جمعیت شهر عشق‌آباد برابر با ۳٬۹۶۵ نفر (۱٬۲۷۷ خانوار) بوده است.